# 科鲁雅什
科鲁雅什是葡萄牙布拉干萨区的一个堂区。总面积9.68平方公里，总人口213人，人口密度22人/平方公里。